# Ланговой, Сергей Васильевич

Сергей Васильевич Ланговой

Сергей Васильевич Ланговой (сентябрь 1898 года, Санкт-Петербург—27 сентября 1941, Петрозаводск) — советский актёр театра и кино, режиссёр, педагог. Заслуженный деятель искусств Карело-Финской ССР.

## Биография
Родился в семье ремесленника.
В 1918 году окончил реальное училище имени Кольцова в Петрограде, В 1919 году окончил школу экранного искусства.
В 1921 году окончил Государственное академическое театральное училище имени В. Н. Давыдова при Госакадемии. Во время учёбы и по 1932 год снимался во многих фильмах Ленинградской кинофабрики, работал актёром в ленинградских театрах.
В 1922 году был избран председателем местного комитета 1-го производственного трудового коллектива киноработников Ленинграда, с 1928 г. — член производственной комиссии Ленинградской кинофабрики
С 1924 по 1933 г. также был руководителем клубной художественной самодеятельности Союза общественного питания.
С 1932 по 1937 гг. работал организатором художественной самодеятельности Союза металлургов в Ленинграде.
Одновременно в 1928—1929 гг. работал в Доме коммунистического воспитания молодежи в Ленинграде в качестве худрука малых форм.
В 1931—1932 гг. возглавил анитбригаду Союза строителей, работал в центральном городском клубе имени Первой пятилетки в качестве худрука областной бригады.
В феврале 1933 г. был командирован Ленинградским обкомом ВЛКСМ в г. Кемь для организации и художественного руководства кемским ТРАМом.
С 1934 г. — худрук и главный режиссёр театра Областного театрального управления Ленинградской области.
В 1935—1937 гг. работал в Выборгском доме культуры в г. Ленинграде, где поставил оперу Мусоргского «Борис Годунов», с которой вышел в финал 9-й Всесоюзной олимпиады художественной самодеятельности. Также на этой должности вел большую шефскую работу среди военнослужащих.
За время работы в Ленинграде организовал многие из общественный мероприятий города (массовые гуляния на площади Урицкого в октябрьские и майские торжества и другие).
В 1936 году был награждён жетоном 1-й олимпиады Президиума Ленинградского областного профсовета грамотой облпрофсовета за руководство ленинградской художественной самодеятельностью.
В 1937 году перешёл на работу худруком и заместителем директора Петрозаводского дворца пионеров.
В 1938 году под его руководством были созданы ансамбль песни и пляски, танцевальный и хореографический коллектив, струнный оркестр, кантеле-ансамбль.
На этой должности им был создан ряд сценариев для постановок «Встреча Папанина в Петрозаводске», «Встреча Мазурука» и т. п. Им был написан сценарий радиоспектакля карельской сказки «Кумоха».
Ланговым был организован Первый народный праздник на шоссе 1 Мая в Петрозаводске в 1939 году, представление в филармонии «Карельская сюита».
Летом 1939 году во время командировки в Заонежский район, им была поставлена постановка «Заонежская свадьба», получившая 3 место на Всесоюзной олимпиаде художественной самодеятельности.
26 декабря 1939 года ему была вручена Почётная грамота президиума Верховного совета Карельской АССР, а 22 ноября 1940 г. вручена грамота № 1 заслуженного деятеля искусств Карело-Финской ССР. В 1940 г. избран депутатом Петрозаводского городского совета.
В начале Великой Отечественной войны организовал группы воспитанников Дворца пионеров, выступавших перед раненными бойцами Красной Армии
Сергей Васильевич Ланговой руководил эвакуацией Дворца пионеров и погиб вместе со своими воспитанниками от артиллерийского огня финских войск 27 сентября 1941 года во время эвакуации последней баржи из Петрозаводска.
Во Дворце творчества Петрозаводска установлена мемориальная доска памяти педагогам, погибшим в 1941—1945 гг. во время войны, в том числе Сергею Васильевичу Ланговому.

### Фильмография
- 1926 — Тарко — Тарко молодой ненец
- 1927 — Водоворот
- 1927 — На дальнем берегу — Кирилл
- 1928 — Кузня Уть — Пичужкин, врид. зав. техотдела
- 1930 — Суд должен продолжаться — муж Елены
- 1932 — Женщина — муж Машки